# Golcewo (przystanek kolejowy)
Golcewo, 345 km (ros. Гольцево, 345 км) – przystanek kolejowy w pobliżu miejscowości Golniewo, w rejonie ostrowskim, w obwodzie pskowskim, w Rosji. Położony jest na linii dawnej Kolei Warszawsko-Petersburskiej.